# Raffaele Carlesso
Raffaele Carlesso (Costa di Rovigo, 15 settembre 1908 – Pordenone, 1º maggio 2000) è stato un alpinista italiano.

## Biografia
Nacque a Costa di Rovigo, terzogenito di Pietro, maresciallo dei Carabinieri e di Bartalotta Concetta. Da bambino si trasferì a Vittorio Veneto e a 12 anni a Pordenone. Operaio tessile, studiò alle scuole serali per ottenere il diploma tecnico commerciale. Fin da giovanissimo scalò diverse cime delle Prealpi Carniche con itinerari di grande difficoltà. Chiamato alle armi nell'8° Regg.to Alpini di Tolmezzo, nominato istruttore militare di roccia, tra l'altro, da solo salvò la vita a due commilitoni sulle Tre Cime di Lavaredo rischiando di morire assiderato.
Dal 1932 al 1940 si spostò in Veneto per lavorare nei lanifici di Schio e Valdagno. Aprì una lunga serie di vie nuove, in particolare nel Gruppo delle Piccole Dolomiti Vicentine e nel Gruppo della Civetta. Nel periodo bellico, venne mandato in Sardegna alla direzione di una fabbrica di tessuti e coperte per l'esercito. Rientrò a Pordenone nel 1946 dove avviò un commercio di tessuti. Riprese un'attività alpinistica di rilievo fin oltre la soglia degli 80 anni. Morì a Pordenone a 91 anni dopo una vita dedicata alla famiglia, all'alpinismo, al lavoro.

Legato alla montagna da grandi sentimenti è stato promulgatore di profondi insegnamenti: 
Nominato Socio Accademico del C.A.I. nel 1931, venne premiato con la Medaglia d'Oro al Valore Atletico nel 1935, il Premio S. Marco nel 1972, L'Agordino d'Oro nel 1987, Il Premio Papa Leone I Magno nel 1994, la Medaglia d'Oro del C.A.I. nel 1996.
Nel centenario della nascita, gli è stata intitolata la palestra naturale di roccia di Dardago-Budoia.

## Le scalate
Dotato di grande tecnica e agilità nell'arrampicata libera, è stato uno dei massimi esponenti dell'Alpinismo Italiano nel periodo d'oro del VI grado. Quel ventennio tra il 1920 e 1940 in cui si è marcata la rivalità tra gli alpinisti austro/tedeschi della “Scuola di Monaco” e quelli nazionali della “Scuola Italiana” per il raggiungimento e superamento della massima difficoltà dell'arrampicata. Persona schiva e modesta, non ha lasciato alcun diario, nessuna relazione delle sue numerose imprese, per cui non si conosce esattamente la quantità delle salite effettuate.
Il suo alpinismo si è svolto maggiormente nel gruppo delle Prealpi Carniche con “prime” sul Cimon dei Furlani, Cimon del Cavallo, Col Nudo, Duranno, Cretòn di Culzei, Campanile del Rifugio Pordenone, Campanile di Val Montanaia, parete est. Nelle Piccole Dolomiti Vicentine sul Baffelan, Sibelle, Soglio Rosso, Soglio d'Uderle, Campanile di Fontana d'Oro.
Nel 1934 e 1936 le sue scalate storiche più famose, con Bortolo Sandri la prima della parete sud della Torre Trieste e con Mario Menti la prima sulla nord ovest della Torre di Valgrande entrambe nel Gruppo della Civetta. In particolare, la salita della Torre Trieste è tuttora considerata una delle più difficili salite classiche di tutto l'arco alpino e all'epoca rappresentò l'apice estremo delle scalate su roccia.
Numerosi e famosi i suoi compagni di cordata tra i quali Francesco Maddalena, Renzo Granzotto, Batista Vinatzer, Gino Soldà, Franz Demuth, Oscar Soravito, Ettore Castiglioni, Attilio Tissi, Giovanni Andrich, Franco Bertoldi, Tita Casetta.

## Principali ascensioni
Le imprese nelle Alpi più rilevanti furono:
- Parete Rossa - Duranno - 1929 - prima salita della strapiombante parete rossa del versante sud, 300 m, V.
- Via Soldà-Carlesso - Punta Sibele - 1933 - nuova via diretta da est con M.L. Orsini, 300 m, VII-
- Camino est - Soglio d'Uderle - 4 giugno 1933 - prima salita della parete est per il gran camino con T. Casetta e A. Colbertaldo, 250 m, VI-
- Via Carlesso-Menti - Sengio della Sisilla - 1933 - salita dello spigolo sud-est con M. Menti, 120 m, VI+ e A1
- Diretta Carlesso - Soglio Rosso - 16 luglio 1933 - via diretta alla parete sud con T. Casetta, 300 m, VI
- Via Carlesso-Sandri - Torre Trieste - 7 e 8 agosto 1934 - prima via da sud con B. Sandri, 700 m, fino a VIII-
- Carlesso-Casetta - Baffelan - 1935 - via diretta alla parete est a destra dei grandi tetti con T. Casetta, 250 m, V+
- Via Carlesso-Menti - Torre di Valgrande - 1936 - prima salita da nord-ovest con M. Menti, 500 m, VI e A2
- Via Carlesso - Campanile di Val Montanaia - 1961 - salita della fessura est, 120 m, VI+